# Alphomelon josecortesi
Alphomelon josecortesi (лат.) — вид мелких наездников-браконид рода Alphomelon из подсемейства Microgastrinae (Braconidae, Ichneumonoidea). Видовое название josecortesi дано в честь José Cortés за его десятилетия совместной работы в группе паратаксономистов Área de Conservación Guanacaste (ACG, Коста-Рика).

## Распространение
Неотропика (Коста-Рика).

## Описание
Паразитические наездники крупных для микрогастерин размеров. Длина тела 4,1—4,2 мм. Основная окраска чёрная и коричневая со светлыми отметинами. От близких таксонов отличается следующими признаками: тергит T2 скульптурирован лишь частично и гораздо менее сильно; птеростигма сравнительно более вытянутая (то есть ее длина ≥ 3,00× её центральной высоты) и более треугольная (то есть её два нижних края более или менее прямые); коготки лапок с 1—2 шипами; ножны яйцеклада 1,20—1,30× длиннее первого сегмента метатарзуса. Второй тергит пунктированный. Паразитируют на гусеницах бабочек-толстоголовок (Hesperiidae): Vertica subrufescens. Яйцеклад примерно равен по длине задней голени; проподеум морщинистый; первый тергит брюшка немного длиннее своей ширины; второй тергит много шире первого и короче третьего тергита. Жгутик усика 16-члениковый. Нижнечелюстные щупики 5-члениковые, нижнегубные щупики состоят из 3 сегментов. Дыхальца первого брюшного тергита находятся на латеротергитах.